# Index Ventures

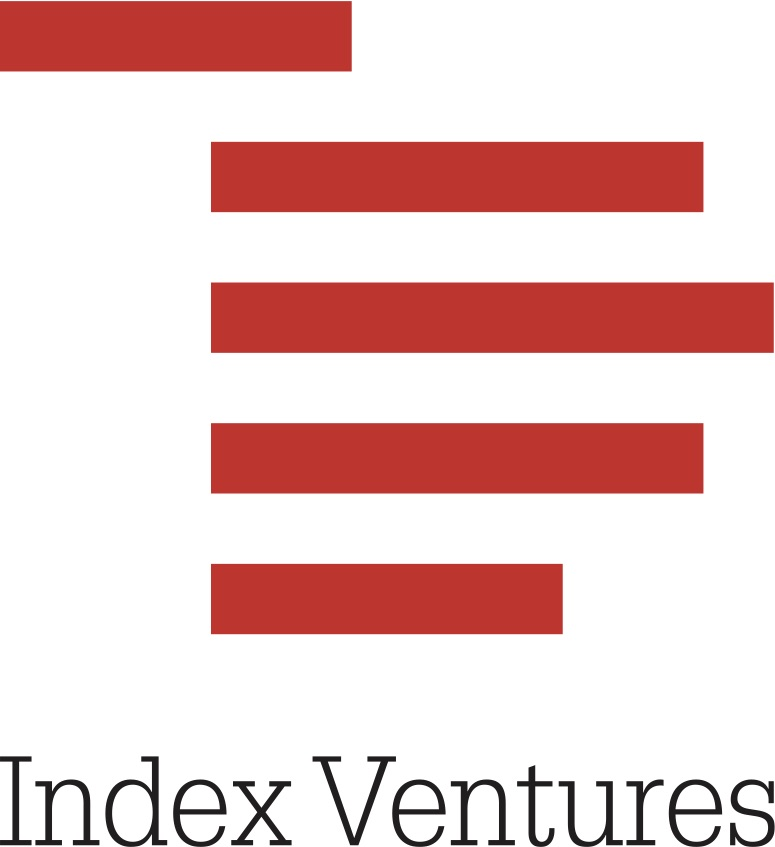
Index Ventures Logo 3.jpg
Logo de taille carrée pour la société de capital-risque Index Ventures.

Index Ventures est une société internationale de capital-risque dont les deux sièges sociaux sont situés à San Francisco et à Londres. La société investit dans des sociétés technologiques axées sur le commerce électronique, les fintechs, les applications mobiles, les jeux vidéo, les infrastructures/intelligence artificielle et la sécurité informatique.

## Histoire
Index Ventures est issu d'une société suisse de courtage d'obligations appelée Index Securities, fondée par Gerald Rimer en 1976,. En 1992, Rimer et son fils, Neil Rimer (en), ont lancé la branche d'investissement technologique d'Index Securities, qui allait évoluer en une entité indépendante, Index Ventures,,.
Index Ventures a été officiellement fondée en 1996 par Neil Rimer, David Rimer et Giuseppe Zocco lorsqu'ils ont levé un fonds pilote de 17 millions de dollars. En 1998, la société a levé un fonds de 180 millions de dollars. Cette même année, la société a lancé sa pratique des sciences de la vie, qui est devenue en 2016 une société de capital-risque indépendante, Medicxi Ventures,.
Les sièges sociaux d'Index Ventures à Londres et San Francisco ont été ouverts en 2011 et 2002, respectivement,.

## Partenaires
Les neuf associés en investissement de la firme sont Sarah Cannon,, Mark Goldberg, Jan Hammer, Martin Mignot, Danny Rimer (en), Neil Rimer (en), Shardul Shah, Dominique Vidal, et Mike Volpi (en). La firme compte également un associé en exploitation, Bernard Dalle.

## Reconnaissances
Danny Rimer (en) a été nommé
- dans la liste des 40 under 40 (40 personnes de moins de 40 ans) plus grandes étoiles montantes du monde des affaires du magazine Fortune[20] ;
- dans la Midas List des 25 meilleurs investisseurs en capital-risque du magazine Fortune[21] ;
- dans la liste des 20 meilleurs investisseurs de capital-risque du New York Times chaque année depuis la création de l'entreprise (2016-2018)[22],[23],[24].

Neil Rimer (en) a été nommé investisseur de capital-risque numéro 1 en Europe dans la première Midas List Europe 2017 de Forbes.
En 2018, la Midas List mondiale de Forbes des meilleurs investisseurs de capital-risque incluait Neil Rimer et Jan Hammer. La même année, la liste du New York Times des meilleurs investisseurs de capital-risque du monde entier incluait quatre partenaires de l'entreprise : Danny Rimer (numéro 17), Mike Volpi (numéro 34), Neil Rimer et Jan Hammer.

## Investissements et sorties
Index Ventures a levé plusieurs fonds de capital-risque, notamment Index Ventures I à VIII, et Index Growth 1, 2 et 3,, En 2018, Index Ventures a levé 1.65 milliard de dollars,.
Parmi les sorties notables de l'entreprise, mentionnons :
- Betfair (en), maintenant Flutter Entertainment[33],[34] ;
- Blue Bottle Coffee (en) (acquis par Nestlé pour 425 millions de dollars)[35],[36] ;
- Criteo[37] ;
- Dropbox[38],[39] ;
- Duo Security (en cours d'acquisition par Cisco pour 2,35 milliards de dollars)[40],[41] ;
- Etsy[37] ;
- Facebook[42]
- IZettle (acquise par PayPal pour 2,2 milliards de dollars)[43] ;
- Just Eat[37] ;
- King (a fait l'objet d'une introduction en bourse, acquis par la suite par Activision Blizzard pour 5,9 milliards de dollars)[44],[37] ;
- Last.fm (acquis par CBS pour 280 millions de dollars)[45] ;
- MySQL (acquis par Sun Microsystems, qui fait maintenant partie d'Oracle, pour 1 milliard de dollars)[46] ;
- Skype (acquis par eBay pour 2,6 milliards de dollars[47], puis par Microsoft pour 8,5 milliards de dollars[48]) ;
- Sonos[40],[3] ;
- Supercell (acquise par Tencent pour 8,6 milliards de dollars)[49],[50] ;
- Trello (acquise par Atlassian pour 425 millions de dollars)[51] ;
- Zendesk[37] ;
- Zuora (en)[25],[52].

Parmi les autres investissements notables, mentionnons Adyen, Aurora, Datadog, Deliveroo, Farfetch, Funding Circle (en), Intercom (en), Patreon, Revolut, Robinhood, Roblox, Ubiquity6 et Slack.

## Programme de bourses d'été
En 2018, Index Ventures a lancé la bourse d'été Index Ventures pour soutenir les étudiants entrepreneurs innovateurs. Le programme fournit gratuitement des locaux, des conférenciers et du mentorat par les partenaires de la firme. Akshay Ramaswamy et Chetan Rane, cofondateurs d'Alma Campus, et Akbar Khan, cofondateur de Dough, ont fait partie des participants notables de cette première édition.